# Hannibal Marvin Peterson
Hannibal Marvin Peterson (Smithville, 11 november 1948) is een Amerikaanse jazzmuzikant (trompet, koto) en componist.

## Biografie
Peterson groeide op op een boerderij en kreeg vervolgens door zijn moeder (een organiste) zijn muzikale opleiding, die hij op de middelbare school uitdiepte. Hij speelde vervolgens drums en had al sinds 1961 opgetreden met de eigen band Soulmasters, die tussen 1965 en 1967 (ook met T-Bone Walker) op tournee ging. Hij studeerde tussen 1967 en 1969 aan de North Texas State University en verhuisde daarna naar New York. Hij speelde met Frank Foster, Eric Kloss, Rahsaan Roland Kirk, Roy Haynes, Elvin Jones, Archie Shepp, Clifford Brown, Sam Rivers en Gil Evans op diens album Svengali. In 1973 voerde Peterson in het kader van het Newport Jazz Festival het eerste deel van zijn suite Children of the Fire op.
In 1974 speelde hij aansluitend aan zijn optreden met de band van Gil Evans op het Montreux Jazz Festival en op het New Jazz Meeting Baden-Baden. Tijdens de daaropvolgende jaren was hij met zijn eigen Sunrise Orchestra steeds weer aanwezig in Europa, maar was hij ook op tournee met George Adams en John Scofield. Hij voerde met een gospelkoor de suite The Angels of Atlanta op, die hij wijdde aan de slachtoffers van een massamoordenaar. Hij nam ook deel aan producties van Don Pullen, Kip Hanrahan, Andrew Cyrille, Billy Hart, Bardo Henning, Johannes Barthelmes en Richard Davis' New York Unit. In 1992/1993 componeerde hij voor het Kronos Quartet.
In 1995 voerde hij zeer succesvol zijn groots aangestuurd third stream-oratorium African Portraits op met het Chicago Symphony Orchestra en Daniel Barenboim. Tijdens de laatste jaren woonde hij in New Orleans, waar hij in het Contemporary Arts Center als gasterende componist portretten ontwierp van Afro-Amerikanen in de serie And Their Voices Cry Freedom. In februari 2005 werd in het Max M. Fisher Music Center in Detroit, Orchestra Hall, met solisten, koren, het Detroit Symphony Orchestra en de dirigent Thomas Wilkins zijn oratorium Dear Mrs. Parks over de Amerikaanse burgerrechtenactiviste Rosa Parks opgevoerd.
Peterson is als instrumentalist vooral bekend door zijn krachtige trompetspel met briljante highnote-techniek, dat de gehele jazzgeschiedenis reflecteert. De zangeres Pat Peterson is zijn zus.